# Australische Badmintonmeisterschaft 1986
Die Australische Badmintonmeisterschaft 1986 (auch als Australia Open 1986 bezeichnet) fand in der zweiten Septemberwoche in Adelaide statt.

## Finalresultate
| Disziplin    | Sieger                           | Finalist                    | Ergebnis     |
| ------------ | -------------------------------- | --------------------------- | ------------ |
| Herreneinzel | Sze Yu                           | Michael Scandolera          | 15–3, 15–3   |
| Dameneinzel  | Rhonda Cator                     | Tracey Small                | 12–10, 12–9  |
| Herrendoppel | Peter Roberts Michael Scandolera | Craig Lucas Gary Silvester  | 15–11, 18–14 |
| Damendoppel  | Karen Jupp Audrey Tuckey         | Rhonda Cator Julie McDonald | 15–6, 15–7   |
| Mixed        | Gordon Lang Karen Jupp           | Gary Silvester Tracey Small | 15–4, 15–8   |